# Sotaque
Sotaque é uma maneira particular de determinado locutor ou grupo de pessoas em pronunciar palavras e frases em um idioma. É a variante própria de uma região, classe, grupo social, etnia, sexo ou idade, determinando um  grupo linguístico. Caracteriza-se por alterações de prosódia (ritmo, entonação e ênfase) e distinção fonêmica (como cada vogal ou consoante é pronunciada). Sotaque também inclui a pronúncia específica de um idioma falado por um não nativo, influenciado pela sua língua materna. A variação do sotaque não depende apenas da região, mas também da forma e condição social em que a pessoa vive.
O estabelecimento de um sotaque se dá pelo que se chama Convergência Fonética e Convergência Linguística, uma característica presente em todos, que é a tendência de repetir os fonemas e o léxico do grupo que os cerca.